# Águas de Portugal
O Grupo AdP - Águas de Portugal integra um conjunto de empresas que presta serviços a mais de oito milhões de portugueses nos domínios do abastecimento de água e do saneamento de águas residuais. 
A principal atividade das suas empresas é a gestão integrada do ciclo urbano da água, nomeadamente: a captação, o tratamento e a distribuição de água para consumo público, observando os mais elevados padrões de qualidade; e a recolha, o tratamento e a rejeição de águas residuais urbanas e industriais, incluindo a sua reciclagem e reutilização em condições ambientalmente seguras.
Através das suas empresas, tem operações regionais em todo o território continental de Portugal e presença internacional em diversos países. Desenvolve também atividade na área das energias renováveis, maximizando o aproveitamento energético dos seus ativos e recursos endógenos, e em novas áreas de negócio e produtos de economia circular.
Assumindo uma função estruturante no setor do ambiente em Portugal e focado na excelência do serviço ao cliente, na inovação, na resiliência, na neutralidade energética e carbónica e na economia circular, o Grupo AdP contribui de modo decisivo para a gestão sustentável dos recursos disponíveis no País e para a prossecução das políticas públicas e objetivos nacionais neste domínio.

## Grupo AdP - Águas de Portugal
O universo das suas participadas integra:
- empresas concessionárias da gestão e operação de sistemas multimunicipais de abastecimento de água e de saneamento de águas residuais e produção de água para reutilização em Portugal continental;
- gestoras de sistemas municipais de abastecimento de água e de saneamento de águas residuais em Portugal Continental no âmbito de parcerias públicas;
- empresas instrumentais para os mercados internacionais, energia e inovação e economia circular;
- nos mercados internacionais, tem desenvolvido diversos projetos em países como Angola, Azerbaijão, Cabo Verde, Costa do Marfim, Marrocos, Moçambique, República Democrática do Congo, São Tomé e Príncipe e Timor-Leste, quer num formato de assistência técnica, quer através da gestão de concessões de serviços de águas e resíduos..